# Typhloseiulus carmonae
Typhloseiulus carmonae är en spindeldjursart som först beskrevs av Chant och Yoshida-Shaul 1983.  Typhloseiulus carmonae ingår i släktet Typhloseiulus och familjen Phytoseiidae. Inga underarter finns listade i Catalogue of Life.